# تیرسو ۹۰۰۹
سیارک ۹۰۰۹ (به انگلیسی: 9009 Tirso، نامگذاری:1984HJ1) نه هزار و نهمین سیارک کشف شده‌است که در ۲۳ آوریل ۱۹۸۴ کشف شد.
قدر مطلق سیارک برابر ۱۸.۶ است.